# 1984年夏季残疾人奥林匹克运动会西班牙代表团
1984年夏季残疾人奥林匹克运动会西班牙代表团是西班牙派出的1984年夏季残疾人奥林匹克运动会代表团。获得22枚金牌、10枚银牌和12枚铜牌。